# Celestino Galli

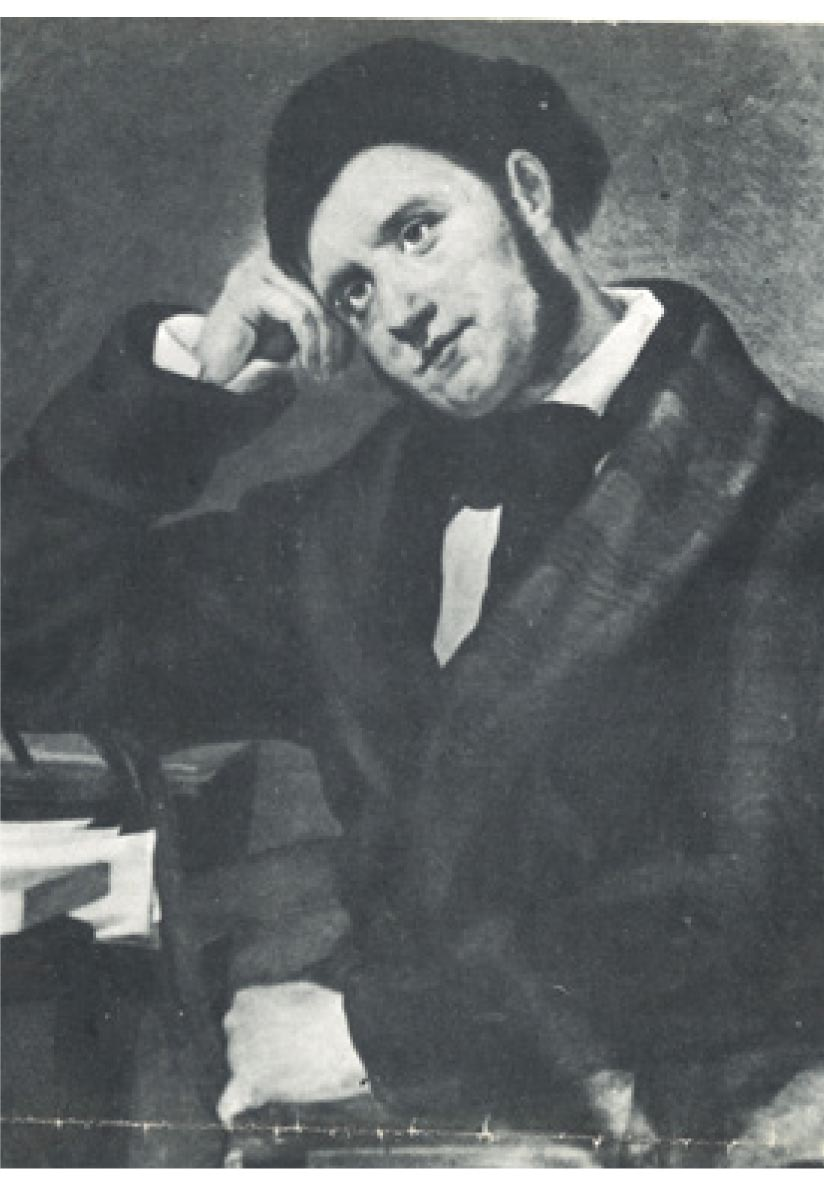
Celestino Galli di Carrù

(Celestino Galli, Le Lingue III, La ragione, 18 aprile 1857)
Celestino Galli (Carrù, 1803 – Carrù, 12 febbraio 1868) è stato un filosofo, scrittore polimata e poliglotta italiano, inventore del Potenografo (prototipo di macchina da scrivere).

## Biografia
Fu un uomo ingegnoso e dedito agli studi letterari, linguistici e filosofici. Figlio di Carlo Domenico Galli e Maria Canaveri, passò la gioventù al di fuori del suo paese natale. Era fratello di Fiorenzo Galli (1802–1844), autore della Tabula Philologica.
Durante la sua permanenza a Londra come professore di lingue, perfezionò il Tacheografo dell'ingegnere Pietro Conti, sostituendo i caratteri stenografici con quelli della stampa comune.
Nel 1831, durante la rivoluzione belga, si recò in Belgio per unirsi ai patrioti di quel paese. Finita la rivoluzione si recò in Spagna, per militare nell'esercito della regina reggente contro il pretendente Don Carlos. Agli ordini del maresciallo Espartero, militò in vari combattimenti nell'Aragona, nella Navarra e nella Gipuzkoa, ottenendo il grado di comandante; fu onorato di vari titoli cavallereschi e dopo alcuni anni di servizio ritornò in patria. Nel 1848 fece ritorno in Piemonte stabilendosi ad Asti, dove pubblicò un giornale liberale intitolato Il Vero per il Bene. Collaborò inoltre con La Ragione, un giornale settimanale che trattava argomenti di filosofia religiosa, politica e sociale. La fama acquisita con i suoi lavori gli valse la nomina di bibliotecario, conferitagli dal municipio di Alessandria, dove era molto stimato e popolare.
Ammalato e stanco degli studi si ritirò nel paese natale di Carrù, dove morì nel 1868.

## Il Potenografo
Il Potenografo (dal greco Potenos, che ha le ali) o Clavicembalo scrivano, venne inventato da Celestino Galli nel 1830 con l'intento di meccanizzare la scrittura. Prese spunto dal Tacheografo di Pietro Conti, che perfezionò sostituendo i caratteri stenografici con quelli della stampa comune. L'inventore affermava che con l'ausilio del Potenografo si era in grado di scrivere sessanta volte più rapidamente che con la scrittura ordinaria e comunque dieci volte più veloce dell'utilizzo di sistemi stenografici con penna: era come avere una penna per ogni dita delle mani.
(Celestino Galli)
La macchina, mai realizzata su scala industriale, prevedeva l'utilizzo di uno strumento simile ad un clavicembalo o ad una pianola i cui tasti, disposti su due anelli concentrici, azionavano leve e congegni per imprimere sulla carta, disposta su di un rullo, vocali e consonanti. Una mano veniva utilizzata per stampare le consonanti, l'altra le vocali.

## Opere
Celestino Galli fu uno degli scrittori della Silhouete de Paris (1829), dell'Abeille de Londres (1832), fondatore dell'amico de la civilización (Lérida 1838), del Vigilante (Gerona 1839, dove parve la sua Ciencia de les extremos), collaboratore del Jardín literario, ed estensore in capo del Constitucional de Barcelona quando fu deportato dalla Giunta, per un articolo in cui sosteneva il governo costituzionale; oltre le sue traduzioni in varie lingue, è pure autore delle seguenti opere:
- Favale in prosa ed in verso. - Parigi 1829. (Analizzate dalla Rivista Enciclopedica, tomo II pag. 226.)
- Prose e Carmi. - Londra 1833. (Con un discorso sulla verità e i proverbii. V. in n. 265 dell'Athencum)
- The Key to the Tabula philologica of M. F. Galli – Londra 1834. (Sinopsi di tre mila lingue e dialetti.)
- El Telegnoso o Ciencia de las distancias. – Lérida 1837. (Con un'istruzione per le guerille.)
- El Universo en marcha, o Leggi del progresso ragionevole. – 1858. (Dove si prova che il progresso è legge di natura, e che facendosi nel lempo, niuno lo può fermare.)
- Essai sur le nom et la langue des anciens Celtes. – Saint-Étienne 1842. (Dov'è trattata la questione della pluralità delle lingue.)
- Ciencia de la Dicia, o Scienza della Felicità. – Barcellona 1842. (La sentenza di Giovenale « Nerno malus felix » che gli serve d'epigrafe, ne indica lo spirilo.)
- No mas mentiras, o Saggie sulla cronologia razionale. – Barcellona 1843 (Opera stampata assente l'Autore.)
- Alphabet phonégraphe – Parigi 1845. (Con cui s'insegnano io un'ora le lettere ai fanciulli.)
- Grammaire raisonnéc de la langue espag. – Bordeaux 1846. (Dove primo dimostrò che il futuro semplice ed il condizionale di tutte le lingue europee moderne sono tempi composti.)
- Trattatello di Geografia elementare. – Asti 1850. (Con un discorso sull'utilità dell'Unione italiana.)
- Compendio della Storia d'Egitto. – Asti 1851. (Sui dati più recenti delle scienze storiche.)